# Wilhelm Mayer (politiker)
Wilhelm Mayer, född 18 november 1874 i Enkenbach, Pfalz, död 6 mars 1923 i München, var en tysk politiker.
Mayer blev 1898 juris doktor i Würzburg och 1901 advokat i München. Han innehade 1912-19 en mycket framskjuten ställning inom den tyska kaliindustrin. Han var från 1907 ledamot av tyska riksdagen, från 1919 av bayerska lantdagen samt därjämte från 1920 åter av tyska riksdagen. 
Mayer tillhörde ursprungligen Centrumpartiet, men efter att han i juni 1919 blivit riksskatteminister i Gustav Bauers ministär anslöt han sig till Bayerska folkpartiet vid dess utbrytning från Centrumpartiet och utträdde då (i januari 1920) ur ministären.  Han sändes efter fredstraktatens ratificering i januari till Paris som chargé d'affaires och blev tysk ambassadör där juli samma år. Han återkallades 10 januari 1923 med anledning av den franska truppinmarschen i Ruhrområdet.